# Anger (Berchtesgadener Land)
Anger ist eine Gemeinde und ein Pfarrdorf im oberbayerischen Landkreis Berchtesgadener Land. Im Gemeindegebiet befindet sich das frühere Kloster Höglwörth. Erst 1937 wurde die Gemeinde Stoißberg in Anger umbenannt.

## Geografie
Die Gemeinde liegt zwischen dem Bergrücken des Högl und dem Stoißberg, einem Ausläufer des Hochstaufen-Gebirgsstockes und erstreckt sich von etwa 470 m ü. NHN (Gemeindeteil Jechling) bis auf eine Höhe von 827 m am Högl sowie 1333 m am höchsten Punkt des Gemeindegebietes, der „Schneid“ am Teisenberg an der Gemeindegrenze zu Teisendorf. Größtes Fließgewässer im Gemeindegebiet ist die Stoißer Ache, größter See der Höglwörther See.
Es gibt 22 Gemeindeteile (in Klammern ist der Siedlungstyp angegeben):
- Anger (Pfarrdorf)
- Aufham (Pfarrdorf)
- Hadermarkt (Dorf)
- Hainham (Dorf)
- Högl (Dorf)
- Höglwörth (Kirchdorf)
- Holzhausen (Dorf)
- Irlberg (Dorf)
- Jechling (Dorf)
- Lebloh (Weiler)
- Moosbacherau (Dorf)
- Pfingstl (Weiler)
- Prasting (Dorf)
- Reitberg (Dorf)
- Steinhögl (Kirchdorf)
- Stockham (Dorf)
- Stoißberg (Dorf)
- Thal (Dorf)
- Unterberg (Weiler)
- Vachenlueg (Kirchdorf)
- Wolfertsau (Dorf)
- Zellberg (Dorf)

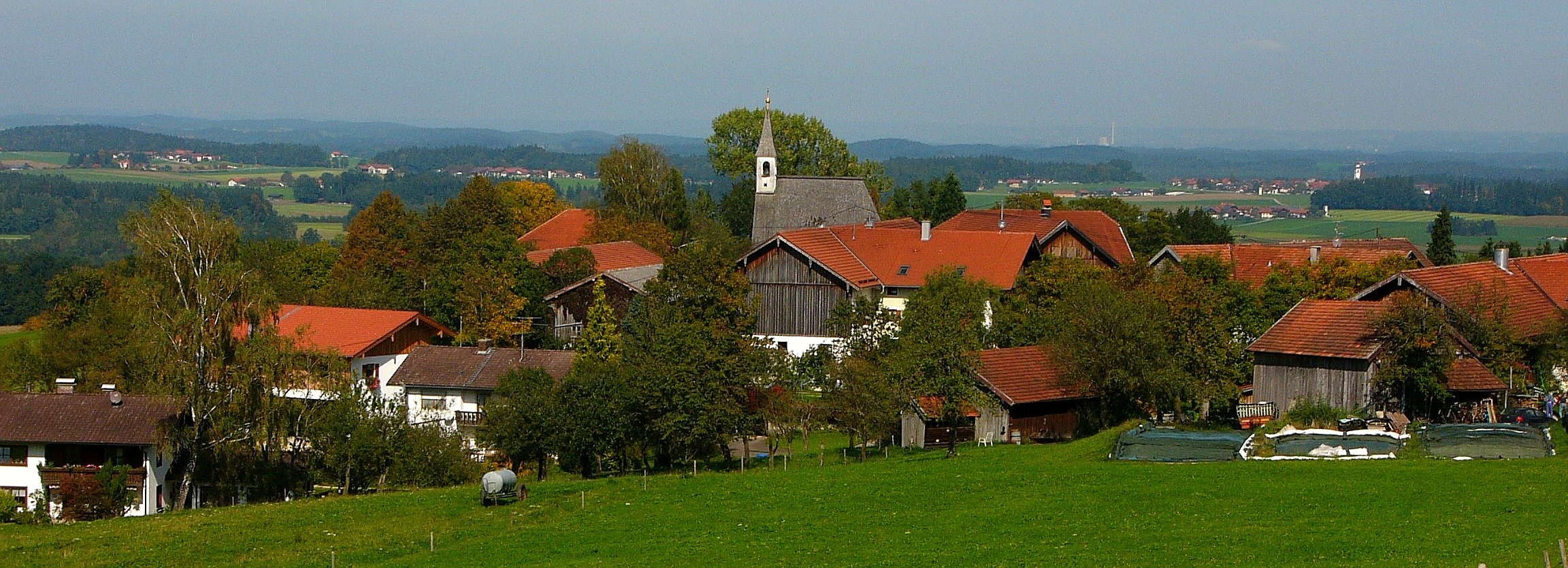
Blick auf Steinhögl
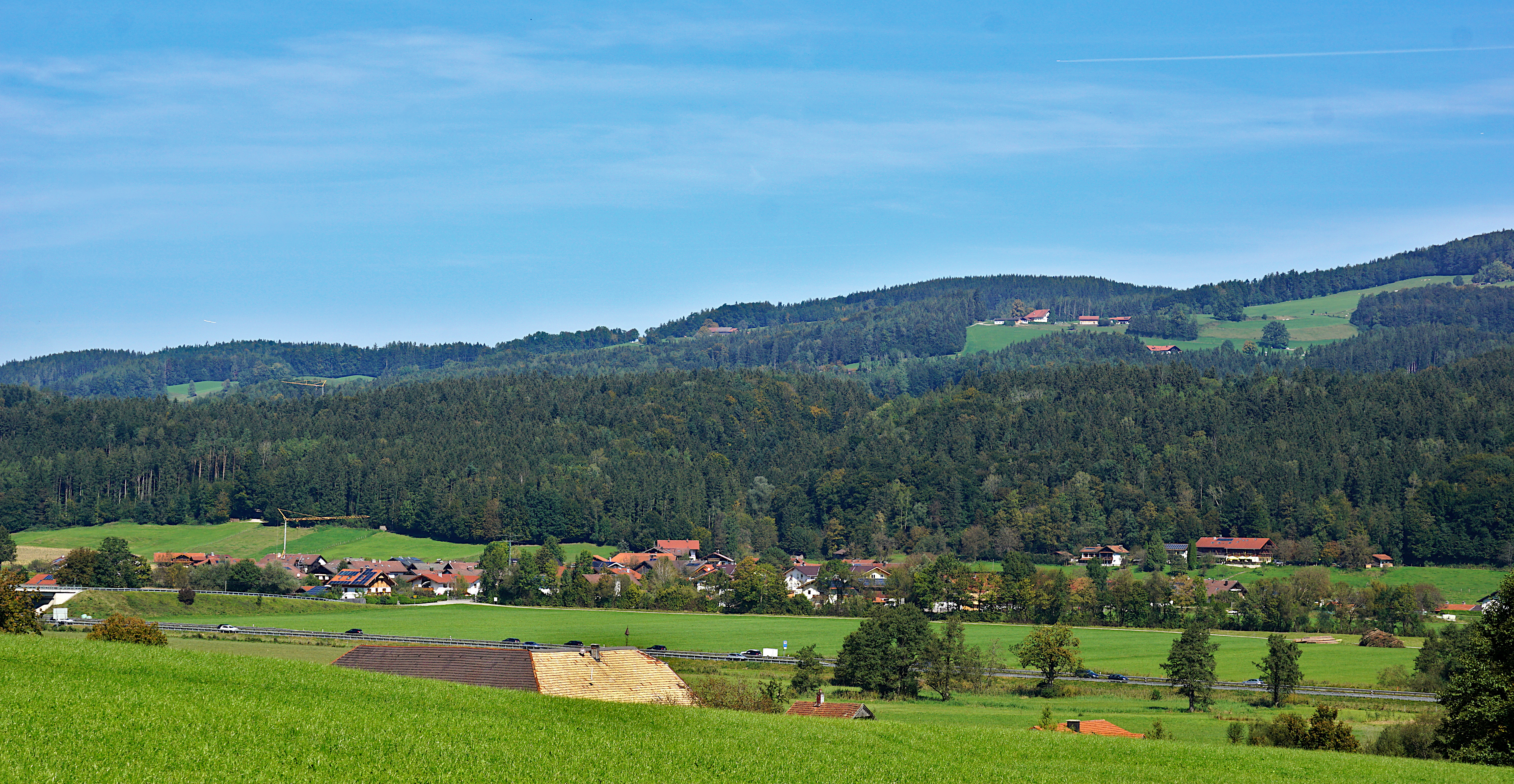
Blick auf Jechling

Der ehemalige Gemeindeteil Pfaffendorf ist heute mit dem Gemeindeteil Anger verbunden.
Nachbargemeinden sind: Ainring, Inzell, Piding und Teisendorf.
Im Gemeindegebiet gibt es die Gemarkungen Anger, Aufham, Högl und Staufenecker Forst.

## Geschichte

### Vorgeschichte

#### Frühgeschichte, Namensgebung und Ersterwähnung
Die Gründung des Ortes reicht bis in die jüngste Steinzeit zurück. Auf dem Bergrücken des Högl, am linken Ufer der Saalach, sind Funde wie Bronzeschwerter, Äxte und Urnen, aber auch Reste römischer Bauten zu verzeichnen.
Die auf die Silben „-ing“ und „-ham“ endenden frühbayerischen Ortsnamen rund um Anger weisen darauf hin, dass der Högl im frühen Mittelalter von den Bayern besiedelt wurde. Für eine Siedlungskontinuität sprechen die bajuwarischen Reihengräber des 6.–8. Jahrhunderts in Anger, Aufham, Piding, Urwies und Mauthausen.

#### Wechselndes Stiftsgut
Anger kam schon um das Jahr 1000 durch Schenkung eines Grafen an das Kloster St. Peter in Salzburg, später als Stiftungsgut an das Augustinerkloster Höglwörth.

#### Säkularisation
Als Teil des Erzstifts Salzburg (seit 1275) fiel Anger bei der Säkularisation 1803 an Erzherzog Ferdinand von Toskana, 1805 im Frieden von Preßburg an Österreich, welches es dann im Frieden von Schönbrunn 1809/10 mit Salzburg an Bayern abtreten musste. Anger blieb als Teil des „Rupertiwinkels“ auch nach 1816 bei Bayern.

### Gemeinde im Königreich Bayern ab 1818
Im Zuge des Zweiten Gemeindeediktes von König Maximilian I. entstand 1818 die heutige politische Gemeinde.

### Namensänderung
Bis weit ins 20. Jahrhundert wurde der amtliche Name Stoißberg für die gesamte Gemeinde verwendet, zu der auch Anger gehörte. Erst mit Erlass vom 17. August 1937 wurde die Gemeinde Stoißberg in Anger umbenannt.

### Gebietsreform und Eingemeindungen
Gemeinsam mit den anderen Gemeinden des Landkreises Berchtesgaden ist Anger am 1. Juli 1972 dem neuen und erweiterten Landkreis Bad Reichenhall angegliedert worden, der wiederum am 1. Mai 1973 in „Landkreis Berchtesgadener Land“ umbenannt wurde.
Am 1. Mai 1978 wurden die Gemeinden Aufham im Süden und Högl (ohne den Gemeindeteil Kleinhögl) im Osten eingegliedert.
Am 1. Juli 1982 wurde das gemeindefreie Gebiet Staufenecker Forst im Westen aufgelöst und seine Fläche von 1394,66 Hektar in die Gemeinde Anger eingegliedert.

### Bevölkerungsentwicklung der Gemeinde
Zwischen 1988 und 2018 wuchs die Gemeinde von 3.858 auf 4.542 um 684 Einwohner bzw. um 17,7 %.

## Politik

### Gemeinderat
Entsprechend dem Ergebnis der Gemeinderatswahl 2020 vom 15. März setzt sich der Gemeinderat von Anger seit 1. Mai 2020 bis Ende April 2026 folgendermaßen zusammen:
| Partei / Liste                             | Sitze |
| Christlich-Soziale Union in Bayern (CSU)   | 7     |
| Freie Wählergemeinschaft Anger-Högl-Aufham | 5     |
| Miteinand' für Anger                       | 4     |

Gegenüber der Amtszeit 2014 bis 2020 verlor die Freie Wählergemeinschaft zwei Mandate, wobei CSU und Miteinand' für Anger jeweils einen Sitz hinzu gewinnen konnten.

### Bürgermeister
Seit 1. Mai 2020 ist Markus Winkler (CSU) Erster Bürgermeister. Dieser setzte sich mit 71,0 % gegen seinen Mitbewerber durch. Sein Vorgänger Silvester Enzinger (CSU), der von 1. Mai 1996 bis 30. April 2020 im Amt war, bewarb sich nicht mehr für eine weitere Amtszeit.

### Banner und Wappen
| Wappen von Anger | Blasonierung: „In Rot zwei gekreuzte silberne Schlüssel, darüber eine silberne Pilgermuschel, darunter ein silberner Raitelhaken.“ |
| Wappen von Anger | Wappenbegründung: Das Wappen der Gemeinde Anger verweist mit der Zusammensetzung der Figuren auf die 1978 in sie erfolgte Eingemeindung der früher selbstständigen Gemeinden Aufham und Högl. Aus allen drei bis 1978 geführten Gemeindewappen wurden Elemente übernommen. Die Tingierung in Rot und Silber verweist auf die historische Zugehörigkeit des Gemeindegebiets zum Fürsterzbistum Salzburg bis 1803. Die gekreuzten Schlüssel erinnern als Attribute des heiligen Petrus daran, dass Anger (bis 1937 Stoißberg) schon um 1000 als Schenkungsgut an das Kloster St. Peter in Salzburg und später als Stiftungsgut an das Augustinerkloster Höglwörth kam, das wegen des gleichen Stiftspatrons ebenfalls die gekreuzten Schlüssel im Wappen führte. Der Raitelhaken, ein Hebewerkzeug für den Transport von Steinen, stammt als Beizeichen aus dem ehemaligen Gemeindewappen von Högl und verweist auf die besonders vom 16. Jahrhundert bis 1913 in Oberhögl betriebenen Sandsteinbrüche, die für die Herstellung von Fenster- und Türeinfassungen, von Schleif- und Wetzsteinen von überregionaler Bedeutung waren. Die Pilgermuschel wurde als Beizeichen aus dem Wappen von Aufham übernommen und verweist als Attribut des heiligen Jakob auf das örtliche Kirchenpatrozinium. Das Wappen wurde 1980 auf der Rechtsgrundlage eines Beschlusses des Gemeinderats und mit Zustimmung der Regierung von Oberbayern eingeführt. (Das Schreiben der Regierung von Oberbayern datiert vom 30. Juli 1980) Die Gemeindefarben der Fahne sind: Weiß – Rot – Weiß. |

## Kultur und Sehenswürdigkeiten

### Historische Bauwerke

Pfarrkirche St. Mariä Himmelfahrt und Marktplatz in Anger
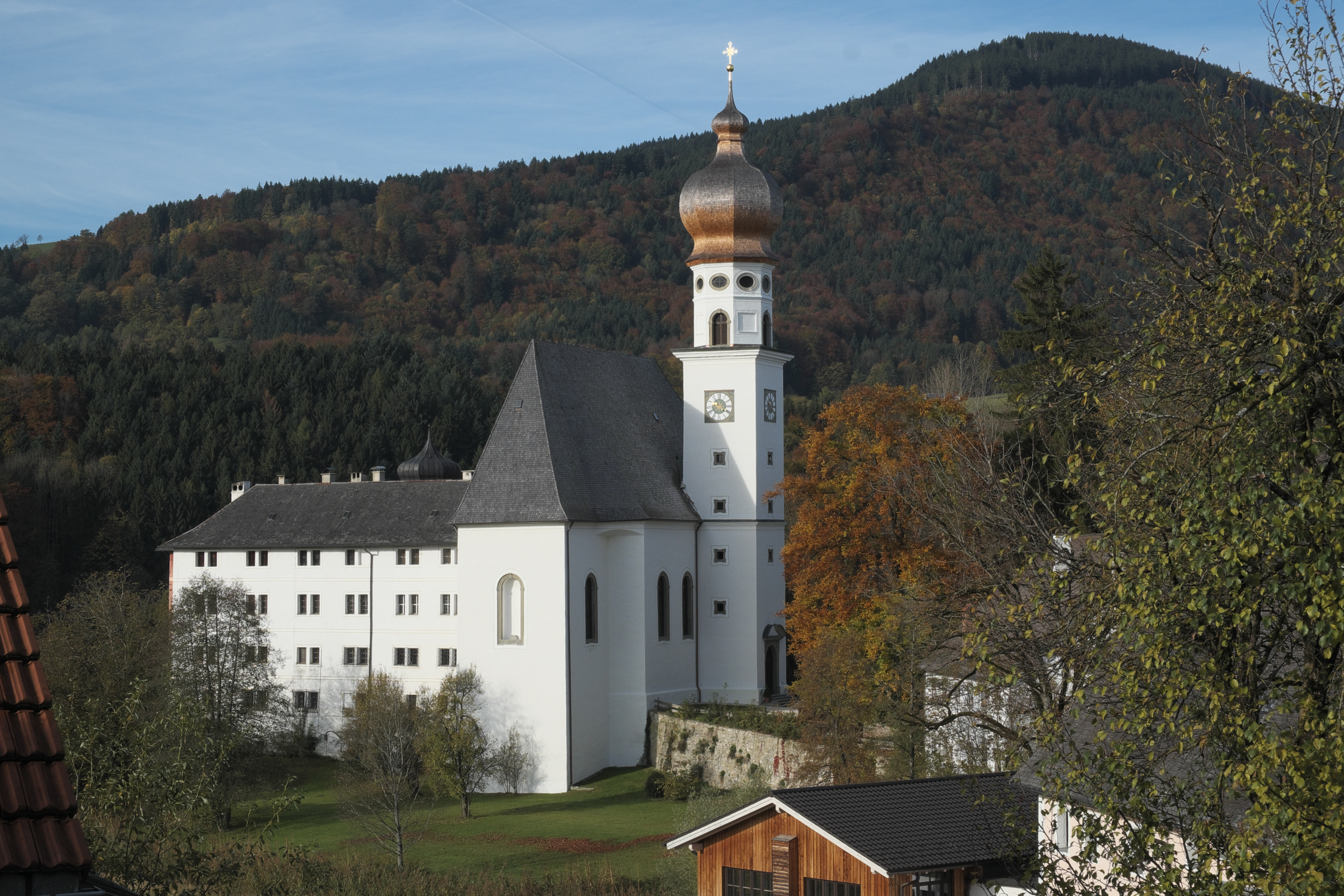
Ehem. Augustiner-Chorherrenstift in Höglwörth
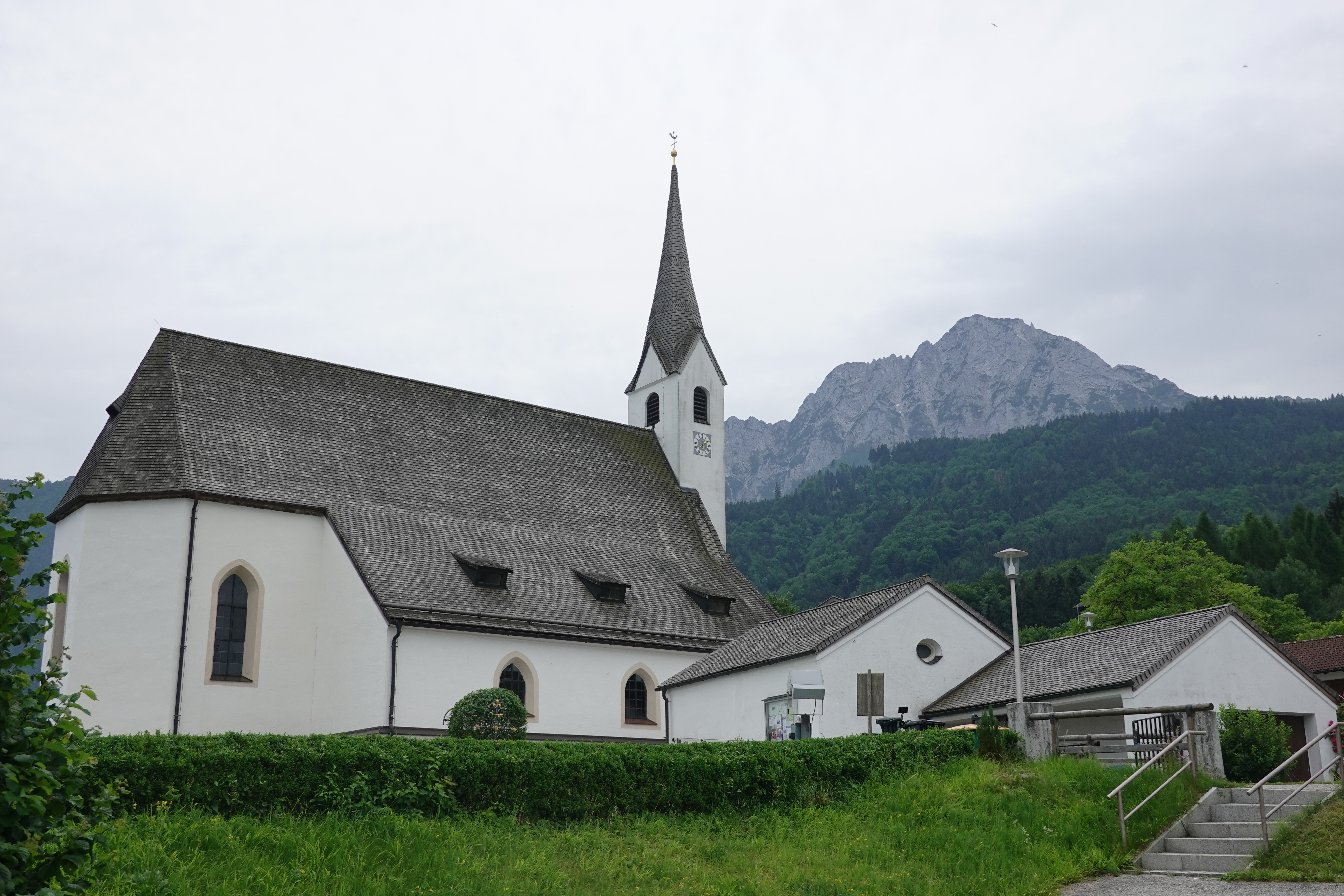
Filialkirche St. Jakobus major in Aufham

### Museen
Das private Museum Traumwerk von Porsche-Erbe Hans-Peter Porsche zeigt seit 2015 Spielwaren, darunter die nach eigenen Angaben weltgrößte Ausstellung an Blechspielzeug von 1860 bis 1930 und eine große Sammlung Modelleisenbahnen. Dazu kommen einige historische Porsche-Fahrzeuge.

### Tradition
In der Gegend um Anger-Aufham-Högl haben sich viele alte Sitten und Gebräuche gut erhalten. Besonders das religiöse Brauchtum ist ausgeprägt. In alter Tradition werden zahlreiche kirchliche Feste begangen, aber auch Bräuche heidnischen Ursprungs gepflegt. Dazu gehören alte Volkstänze, das Aperschnalzen, das Kramperllaufen, die Schuhplattler, die Trachten, die angestammte Bauweise der Häuser, die Mundart und die große Verbundenheit der Bevölkerung zur Musik als Ausdruck traditionellen Brauchtums. Insgesamt drei Musikkapellen (Bergschützenkapelle Anger, Trachtenkapelle Anger-Höglwörth, Musikkapelle Aufham) sorgen bei verschiedensten weltlichen und kirchlichen Anlässen für musikalische Untermalung bzw. Unterhaltung.

### Sport und Sportvereine
Mit dem SC Anger verfügt die Gemeinde über einen Sportverein, dessen Ringer-Abteilung das Jahr 2002 als Zweitligameister der Staffel Süd abschloss und später jahrelang bis 2010 in der Ringer-Bundesliga kämpfte.

## Wirtschaft
Das Gebiet der Gemeinde Anger war lange stark bäuerlich geprägt.
In den gebirgsnahen Tälern war der Haupterwerb Wald- und Forstwirtschaft, die Holz für den Bergbau am Kressenberg (Neukirchen am Teisenberg, Erzbergbau), die Verhüttung in Achthal, die Saline in Hallein und das Eisen-Hammerwerk in Hammerau lieferte. Da um Salzburg wenig Wälder vorhanden waren, wurde auch Brennholz in die Landeshauptstadt gebracht.
Im Voralpengebiet wurde vor allen Dingen Ackerbau und Viehzucht betrieben, an Seen auch Fischerei. Es wurde hauptsächlich Weizen, Hirse, Dinkel und Roggen angebaut und Kühe, Pferde, Ziegen, Schweine und Geflügel wie Enten, Gänse und Hühner als Vieh gehalten. In den größeren Orten (Städte und Märkte) lebte die Bevölkerung meistens von Handwerk und Handel. Diese Struktur blieb bis in die Mitte des 20. Jahrhunderts erhalten und änderte sich erst mit dem Einsetzen des Fremdenverkehrs.
Im Jahr 2011 pendelten 363 Arbeitnehmer in die Gemeinde Anger, 1156 waren Auspendler, die Auspendler überwogen somit um 793 Personen.
Die Raiffeisenbank Anger hat ihren Sitz in der Gemeinde.

## Infrastruktur
- Sender Högl, 157 Meter hoher abgespannter Sendemast der Deutschen Funkturm (Fernseh- und UKW-Grundnetzsender)
- Durch die Gemeinde Anger verläuft die Bundesautobahn 8. Die Gemeinde hat eine eigene Behelfsanschlussstelle.
- Höglwörth, Anger und Aufham liegen am Bodensee-Königssee-Radweg, welcher in Lindau beginnt und zum Königssee bei Berchtesgaden führt.

## Söhne und Töchter des Ortes (geboren oder aufgewachsen)
- Korbinian Birnbacher (* 1967), Benediktiner-Erzabt von St. Peter in Salzburg
- Stefan Klinger (* 1978), Skibergsteiger
- Stefanie Koch (* 1981), Skibergsteigerin und Alpinsportlerin
- Sebastian Höglauer (* 1990), Musiker, Komponist und Arrangeur